# 陪酒須加學園
《陪酒須加學園》（日语：キャバすか学園）是日本電視台自2016年10月30日至2017年1月15日在每週日00:55 - 01:25（即週六深夜；JST）播出的電視劇，為《馬路須加學園系列》的第六作。主演為HKT48成員宮脇咲良，其他主要角色亦由AKB48集團成員演出。

## 概要
與過去馬路須加學園系列以學校為舞台不同，本季以夜總會為舞台。劇情以接續第四季進行延伸，可以視作是第五季的平行世界故事。本季大部分參演的成員除了松岡花外，皆為主題曲《High Tension》中年滿18歲的選拔成員，其他參演成員也是年滿18歲。而未滿20歲的成員在劇中飲用的皆為非酒精飲品，而非一般陪酒女郎飲用的酒精飲品。

## 登場人物

### 「水族館」
新開設的夜總會，所有陪酒女郎的名字皆與海產或壽司有關。
全部皆是馬路須加女學園的舊生，第7話尾段因違規而暫停營業。第8話尾段重開。最終話因累積足夠償還馬路須加女學園債務的金錢而結業。
主角
- 櫻/鯊魚（さくら/サメ） - 宮脇咲良

最強武鬥集團喇叭叭吹奏部的部長，但為拯救面臨破產的馬路須加學園而退學，加入水族館。
陪酒女郎名字鯊魚的來源是能像鯊魚一樣聞到血腥味道。
答應西園寺景虎在清還馬路須加女學園所有債務後陪其一晚。
第8話聯絡醜聞幫助次世代脫險。
第9話險被笹島強行帶走時被鹽救回。
在鹽的忠告下在第9話尾段發現西園寺藏在店裡馬路須加女學園校旗後的名單。
最終話累積足夠償還馬路須加學園債務的金錢後，履行對西園寺承諾陪其一晚，但西園寺卻只留下一張卡便離開。
在水族館結業後沒有重返馬路須加女學園而是繼續當陪酒女郎。
- 京八橋/鮪魚（おたべ/まぐろ） - 橫山由依

與櫻一同退學加入水族館。
在水族館結業後重返馬路須加女學園。
告知白石麻衣馬路須加女學園頂點櫻不在學校而是在夜總會工作。
- Center/水母（センター/クラゲ） - 松井珠理奈

3年連續陪酒女郎總選舉獲得第一。
在成為人氣陪酒女郎後曾陪了西園寺景虎一晚。
第8話向櫻和京八橋說出水族館暫停營業，可能與西園寺被懷疑與陪酒女被殺事件有關。
在水族館結業後教導櫻如何才能成為頂尖的陪酒女郎後離開。
- 滑舌/ 鯛魚（カツゼツ/タイ） - 兒玉遙

福岡出身。
發現次世代光顧牛郎店而通知櫻。
在水族館結業後重返馬路須加學園。
- Magic/生姜（マジック/ガリ） - 木崎由里亞

第1話中原本指定的陪酒女郎名字是青花魚（サバ），但因為她對此不滿而吐槽，然後被定為生薑。
第6話與僵硬偽裝成同性戀情侶欺騙辻本強。
在水族館結業後重返馬路須加女學園。
- 僵硬/比目魚（カタブツ/カレイ） - 岡田奈奈

第6話與Magic偽裝成同性戀情侶欺騙辻本強。
最終話接受了辻本強的道歉。
在水族館結業後重返馬路須加學園。
- 魚眼/沙丁魚（ウオノメ/いわし） - 高橋朱里

火鍋組其中一人，陪酒女郎名字沙丁魚的來源是沙丁魚是魚類中眼睛是最死的。
在水族館結業後重返馬路須加女學園。
- 小屁孩/鮟鱇魚（クソガキ/あんこう） - 大島涼花

火鍋組其中一人，陪酒女郎名字鮟鱇魚的來源是馬路須加學園5中小屁孩的劉海像鮟鱇魚。
在水族館結業後重返馬路須加女學園。
與白石麻衣打架並敗在其手上。
- 次世代/河豚（ジセダイ/フグ） - 向井地美音

火鍋組其中一人。
第6話尾段前往被Seiya邀請的牛郎店Dandy Magnum。
被Seiya哄骗不斷在牛郎店消費幫他刷業績，最終拖欠了共計50萬日圓。然後Seiya翻臉不認人，並差點被強迫賣身到風俗店償還債務。但因櫻聯絡醜聞幫忙才能脫險。
在水族館結業後重返馬路須加女學園。
與白石麻衣打架並敗在其手上。
- 剃刀/烏賊（カミソリ/イカ） - 小嶋真子

在水族館結業後重返馬路須加女學園。
- 生活/海葵（イキザマ/イソギンチャク） - 込山榛香

在水族館結業後重返馬路須加女學園。
- 收穫/赤鯥（シュウカイ/のどぐろ） - 中井莉加

陪酒女郎名字赤鯥的來源是新潟特產赤鯥。
在水族館結業後重返馬路須加女學園。
- 棒讀/海馬（ボウヨミ/タツノオトシゴ） - 朝長美櫻

轉校前為志恵唐鹿女子商業的學生，是櫻和滑舌在九州時的同學。
在水族館結業後重返馬路須加女學園。
- 鏡子/沙鮻（ミラー/キス） - 神志那結衣

在水族館結業後重返馬路須加女學園。
- 老鼠/海鰻（ネズミ/ウツボ） - 渡邊麻友

第3話登場。
- Kojiharu/昆布（こじはる/こんぶ） - 小嶋陽菜

第4話登場。
超人氣的陪酒女郎，曾經嫁入豪門，離婚後雖然擁有用不盡的財富，但為幫助破產的馬路須加學園而復出陪酒女郎界。但最後被西園寺以強大的人氣會影響櫻她們為理由而解約。
- 超超醜女/鯰魚（ドドブス/ナマズ） - 加藤玲奈

火鍋組其中一人。
第5話登場。
第6話因為有看到過去未來的能力而當上占卜師，重遇魚眼等人跟隨回到水族館，在西園寺提議下當上陪酒女郎，在尾段時被聰奪去了看到過去未來的能力。
奪回能力後繼續留在水族館。
在水族館結業後重返馬路須加女學園。
與白石麻衣打架並敗在其手上。
- 瑜珈/海豚（ヨガ/イルカ）- 入山杏奈

第8話登場。
遇到被大量不明人士包圍的櫻，而協助櫻擊倒不明人士，在擊倒不明人士後跟隨櫻返回水族館成為陪酒女郎。
在水族館結業後重返馬路須加女學園。
- 鹽/浮游生物（ソルト/プランクトン）- 島崎遙香

第8話登場。
最強武鬥集團喇叭叭吹奏部的前部長。
鹽對應的陪酒女郎，實為潛入水族館調查同袍與黑幫勾結的案件。
第9話在櫻險被笹島強行帶走時現身，救下了櫻。
警視廳的課長，職銜是警視(與島崎本人在朝日電視台主演的劇集《警視廳印尼炒飯課》的角色職位相同)。
與淺羽一起拘捕了中野。
- 西園寺景虎 - 筧利夫（日语：筧利夫）

傳說的夜總會製作人。
要求櫻在清還馬路須加女學園所有債務後陪其一晚。
曾經要求Center在成為人氣陪酒女郎後其一晚，Center並已經履行諾言。
被懷疑與陪酒女被殺事件有關。
第7話尾段因違規而被拘捕，第9話釋放了。
把黑幫賣淫組織的顧客名單藏在店裡馬路須加女學園校旗後。
最終話在累積足夠償還馬路須加女學園債務的金錢後接受櫻履行承諾但最後只留下一張卡便離開。
在水族館結業後把黑幫賣淫組織的顧客名單寄到警署。
- 聰 - 末吉俊規（日语：末吉くん）

領班黑服。
在水族館結業後離開。

### 夜總會「母狗紋身」
比水族館更早開設的夜總會，所有陪酒女郎也是有經驗的。全部皆是激尾古護理專科高校或矢場久根女子商業高校的舊生。
- 安東尼奧（アントニオ） - 山本彩

最終話同意部下私下協助水族館累積償還馬路須加女學園債務的金錢。
- 白菊花（シロギク） - 白間美瑠

最終話私下協助水族館累積償還馬路須加女學園債務的金錢，令其早點結業。
- 黑薔薇（クロバラ） - 矢倉楓子

最終話私下協助水族館累積償還馬路須加女學園債務的金錢，令其早點結業。
- 八公 - 澀谷凪咲
- Red （レッド）- 吉田朱里

最終話私下協助水族館累積償還馬路須加女學園債務的金錢，令其早點結業。
- 哲學- 須藤凜凜花

最終話私下協助水族館累積償還馬路須加女學園債務的金錢，令其早點結業。
- 傲- 武藤十夢

最終話私下協助水族館累積償還馬路須加女學園債務的金錢，令其早點結業。
- 新手-川本紗矢

最終話私下協助水族館累積償還馬路須加女學園債務的金錢，令其早點結業。

### 其他主要人物
- 毛利校長 - 酒井敏也

馬路須加女學園校長。拜託西園寺幫助櫻她們開設夜總會。
- 笹島 - 梶原善（日语：梶原善）

警視廳搜查一課，調查陪酒女被殺事件，懷疑西園寺。
採用釣魚執法的方式聘請未成年的松岡混入水族館，令水族館違反經營法，從而得以拘捕西園寺。
查封水族館意圖替黑幫尋找"名單"。
第9話意圖強行帶走櫻，但因為鹽出手救了櫻而失敗，最後被中野槍殺。
- 中野 - 阿部亮平（日语：阿部亮平 (俳優)）

警視廳搜查一課，調查陪酒女被殺事件
第9話看到笹島意圖強行帶走櫻和奪回名單失敗，而將其槍殺，最後在強迫西園寺交出名單時被鹽和淺羽拘捕。
- 辻本強- 稲葉友

第3話登場。
缺乏資金的陰暗男，系統工程師，喜歡比目魚，第6話尾段因傷人被捕。
最終話向比目魚道歉並得到原諒。
- セイヤ - 碓井將大

牛郎店Dandy Magnum的牛郎，本名小林一郎。
光顧水族館時認識了次世代，並邀請她光顧其工作的牛郎店。
以下個月會成為情侶作藉口，欺騙次世代不斷在牛郎店消費幫自己刷業績，以登上頭牌牛郎的位置，最終令她拖欠了共計50萬日圓，更企圖強迫次世代賣身到風俗以償還欠下的債務。
其後被指原莉乃不斷賒帳，拖欠費用高達819萬日圓，因此向黑幫借高利貸墊付。但最終指原前往印尼，沒有結帳，而令Seiya被黑幫逼債。

### 主要客串角色
- 馬路須加女學園的學生
  - 西野未姫
  - 福岡聖菜
  - 後藤萌咲
  - 湯本亞美
  - 下口緋奈奈
  - 市川愛美
  - 横島亞衿
  - 高橋希良
  - 岡田彩花
  - 茂木忍

第1話
- 迷之高中女生 -西野七瀨

第2話
- 陣山太一 -やべきょうすけ（日语：やべきょうすけ）
- 前田 -岡田浩暉（日语：岡田浩暉）（第3話再次登場）
- 原口あきまさ（日语：原口あきまさ）
- 中林會長 -芋洗坂係長（日语：芋洗坂係長）
- 石田 -芦川誠（日语：芦川誠）

第3話
- 竹中柊一 - 柳憂怜（日语：柳憂怜）

著名小説家。
第4話
- 植野ヒロシ - 山田裕貴（第5話再次登場）

由紀的未婚夫，但仍在光顧水族館。
- 由紀/星鰻（ゆき/アナゴ） - 柏木由紀

第4話登場。
第5話在水母和鯊魚協助下偽裝成陪酒女郎教訓未婚夫植野。
實際上是前馬路女的學生。
- 武井壮（第5話再次登場）
- 本村健太郎（日语：本村健太郎）（第5話再次登場）
- George  Tokita -ダンテ・カーヴァー（日语：ダンテ・カーヴァー）

第5話
- 高橋社長 - 水野智則（日语：水野智則） （第6話再次登場）
- 瑪利亞（マリア）-阿部瑪利亞

代替前往接待由紀的鯊魚招呼植野的陪酒女郎，水族館中唯一陪酒女郎名字與海產無關的陪酒女郎。
第6話
- 猥瑣岡田
- 三又又三（日语：三又又三）
- 須田邦裕（日语：須田邦裕）

第7話
- 松岡/西太公魚（まつおか/ワカサギ）- 松岡花

被笹島聘請混入水族館就任陪酒女郎，令水族館違反經營法的未成年少女。
- 杉村太藏
- 野添義弘（日语：野添義弘）

第8話
- 醜聞-指原莉乃

HKT48成員，人氣偶像，但因再次涉及醜聞而被移籍到在雅加達姊妹團JKT48。
在櫻的請求下幫助次世代脫險，在前往雅加達前令欺騙次世代的牛郎Seiya欠下巨額債務。
- 二村春香

Center兩年前在西園寺的舊店時的陪酒女郎。
- 惣田紗莉渚

Center兩年前在西園寺的舊店時的陪酒女郎。
- 高柳明音

Center兩年前在西園寺的舊店時的陪酒女郎。
- 古畑奈和

Center兩年前在西園寺的舊店時的陪酒女郎。
真正殺死香織的兇手，最後在向Center承認因嫉妒松村香織而將其殺死後自首。
- 香織-松村香織

Center兩年前在西園寺的舊店時的陪酒女郎。
在店時非常受歡迎，而被同店其他陪酒女郎暗中嫉妒。
有與黑幫賣淫組織有染的嫌疑，隨後被殺，而令西園寺被懷疑是殺人兇手。
兩年前被嫉妒她的古畑奈和殺死。
- 須田亞香里

Center兩年前在西園寺的舊店時的陪酒女郎。
- 小嶋菜月

街頭上的聖誕女郎。
- 佐佐木優佳里

街頭上的聖誕女郎。
- 牛郎店Dandy Magnum的牛郎
  - 鈴木貴之
  - JUN Q（MYNAME）

第9話
- 淺羽勝 - 中山麻聖

警視廳的巡查部長(與朝日電視台劇集警視廳印尼炒飯課的角色相同)。稱呼鹽為課長。
與鹽一起拘捕了中野。
- 青木宏行

光交社雜誌FLASH的編輯長。
- 毛利忍

日本電視台& Hulu 的監製。
- 浦澤昌志 - 竹財輝之助

背後操縱笹島的黑幫賣淫組織幹部。
- 阪田マサノブ（日语：阪田マサノブ）
- 一ノ瀬ワタル（日语：一ノ瀬ワタル）

最終回
- 迷之高中女生 -白石麻衣

到馬路須加學園打架但最後卻得知馬路須加學園頂點並不在學校而是在夜總會工作。
- 鱈- 篠崎彩奈

最終話登場。
水族館的新人陪酒女郎。
Showroom特別活動的優勝者從而得到最終話的出演權。
- 三田- 	高橋恭司（日语：高橋ジョージ）

自稱音樂人，但並沒有加入任何樂隊和持有樂器。
- 橋本潤
- 山崎銀之丞（日语：山崎銀之丞）

## 播放日・收視率
| 各集   | 日期           | 劇本               | 導演     | 收視率 |
| ------ | -------------- | ------------------ | -------- | ------ |
| 第1集  | 2016年10月30日 | 元麻布ファクトリー | 中茎強   | 1.5%   |
| 第2集  | 2016年11月6日  | 元麻布ファクトリー | 中茎強   | 3.2%   |
| 第3集  | 2016年11月13日 | 元麻布ファクトリー | 中茎強   | 2.8%   |
| 第4集  | 2016年11月27日 | 遠藤察男           | 辻本貴則 | 4.3%   |
| 第5集  | 2016年12月3日  | 遠藤察男           | 辻本貴則 | 3.3%   |
| 第6集  | 2016年12月10日 | 遠藤察男           | 窪田崇   | 2.1%   |
| 第7集  | 2016年12月17日 | 遠藤察男           | 窪田崇   | 2.4%   |
| 第8集  | 2016年12月24日 | 遠藤察男           | 本多繁勝 | 2.2%   |
| 第9集  | 2017年1月7日   | 遠藤察男           | 辻本貴則 | 2.1%   |
| 第10集 | 2017年1月14日  | 遠藤察男           | 辻本貴則 | 2.9%   |